# St. Michael's Isle
St. Michael's Isle (manx: Ellan Noo Mael eller Ynnys Vaayl), även kallad Fort Island, är en ö utanför Isle of Man i Malew parish. som är förbunden med staden Derbyhaven genom en smal fördämning ("causeway"). Derbyhaven och St. Michael's Isle är belägna på respektive vid halvön Langness på Isle of Man. Ön täcker en area på 5.14 hektar och är 400 meter lång.
Det finns två gamla ruiner på St. Michael's Isle, den ena är St. Michael's kapell från 1100-talet och den andra är Derby Fort. Derby Fort är ifrån 1600-talet och byggdes av den sjunde earlen av Derby och lorden av Mann 1645. Fortet byggdes under Engelska inbördeskriget för att skydda den då betydelsefulla hamnen i Derbyhaven. De båda ruinerna är stängda för allmänheten men det finns promenadstigar på ön för dem som vill upptäcka ön.
St. Michael's Isle fungerar även som fågelreservat.